# Doktorzy honoris causa Uniwersytetu Mikołaja Kopernika w Toruniu

Logo Uniwersytetu Mikołaja Kopernika w Toruniu

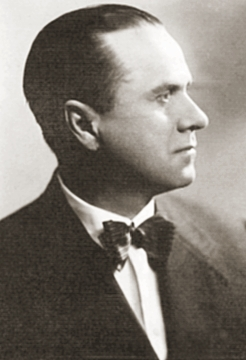
Ludwik Kolankowski

Doktorzy honoris causa Uniwersytetu Mikołaja Kopernika w Toruniu – lista osób uhonorowana tytułem Doktor honoris causa Uniwersytetu Mikołaja Kopernika w Toruniu.

## Lista uhonorowanych

### Lata 40.
- 1948
  - 16 września – prof. dr Ludwik Kolankowski, historyk (Uchwała Senatu UMK z dnia 16 września 1948 roku, przyznająca tytuł Doctora Honoris Causa, nie była zaakceptowana przez Ministerstwo Edukacji z przyczyn pozanaukowych. W dniu 27 listopada 2001 roku Senat podjął uchwałę stwierdzająca ważność przyznania w 1948 roku prof. dr Ludwikowi Kolankowskiemu tytułu doktora honoris causa UMK)

### Lata 50.
- 1959
  - 10 czerwca – prof. dr Bertil Lindblad, astronom (Szwecja)

### Lata 60.
- 1961
  - 29 kwietnia – prof. dr Władysław Dziewulski, astronom
- 1962
  - 11 lipca – prof. dr Zygmunt Grodziński, zoolog
- 1963
  - 29 października – prof. dr Raluca Ripan(inne języki), chemik (Rumunia)
- 1964
  - 16 maja – prof. dr Jan Pieter Bakker, geograf (Holandia)
- 1965
  - 24 marca – prof. dr Dymitr Sergiejewicz Lichaczew, slawista (Związek Radziecki)

### Lata 70.
- 1973

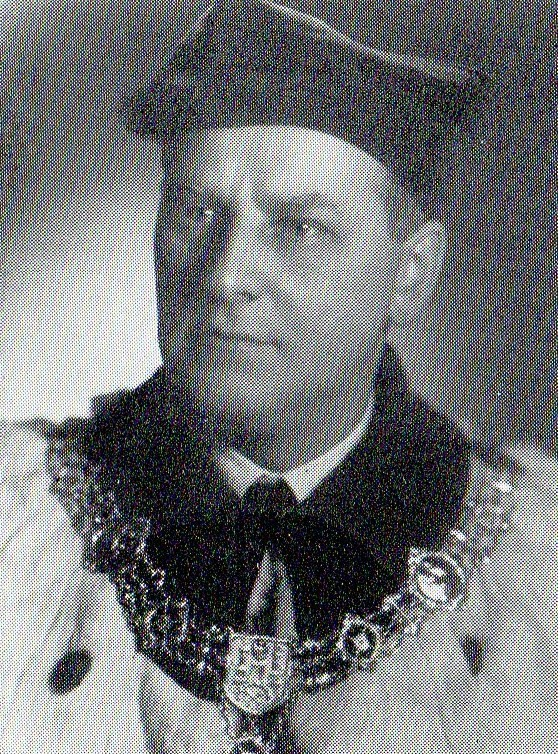
Alfons Klafkowski

  - 7 września – prof. dr Wiktor Amazaspowicz Ambarcumian, astronom (Związek Radziecki)
  - 7 września – prof. dr Georgij Nikolajewicz Duboszin, astrofizyk (Związek Radziecki)
  - 7 września – prof. dr Sir Martin Ryle, radioastronom (Wielka Brytania)
  - 7 września – prof. dr Harlan J. Smith, astronom (USA)
  - 7 września – prof. dr Pol Swings, astrofizyk (Belgia)
  - 7 września – prof. dr Kenneth O. Wright(inne języki), astronom (Kanada)
  - 7 września – prof. dr Antoni Zygmund, matematyk (USA)
  - 2 października – prof. dr Vittorio Carassiti, chemik (Włochy)
  - 2 października – prof. dr Peter Colotka, prawnik (Czechosłowacja)
  - 2 października – prof. dr hab. Wilhelmina Iwanowska, astronom
  - 2 października – prof. dr Aleksander Jabłoński, fizyk
  - 2 października – prof. dr Jan Hendrik Oort, astronom (Holandia)
  - 2 października – prof. dr Daniel Voigt, chemik (Francja)
- 1974
  - 25 kwietnia – prof. dr Alfons Klafkowski, prawnik
- 1979
  - 24 kwietnia – prof. dr hab. Karol Górski, historyk
  - 2 października – prof. dr hab. Tadeusz Czeżowski, filozof

### Lata 80.
- 1980

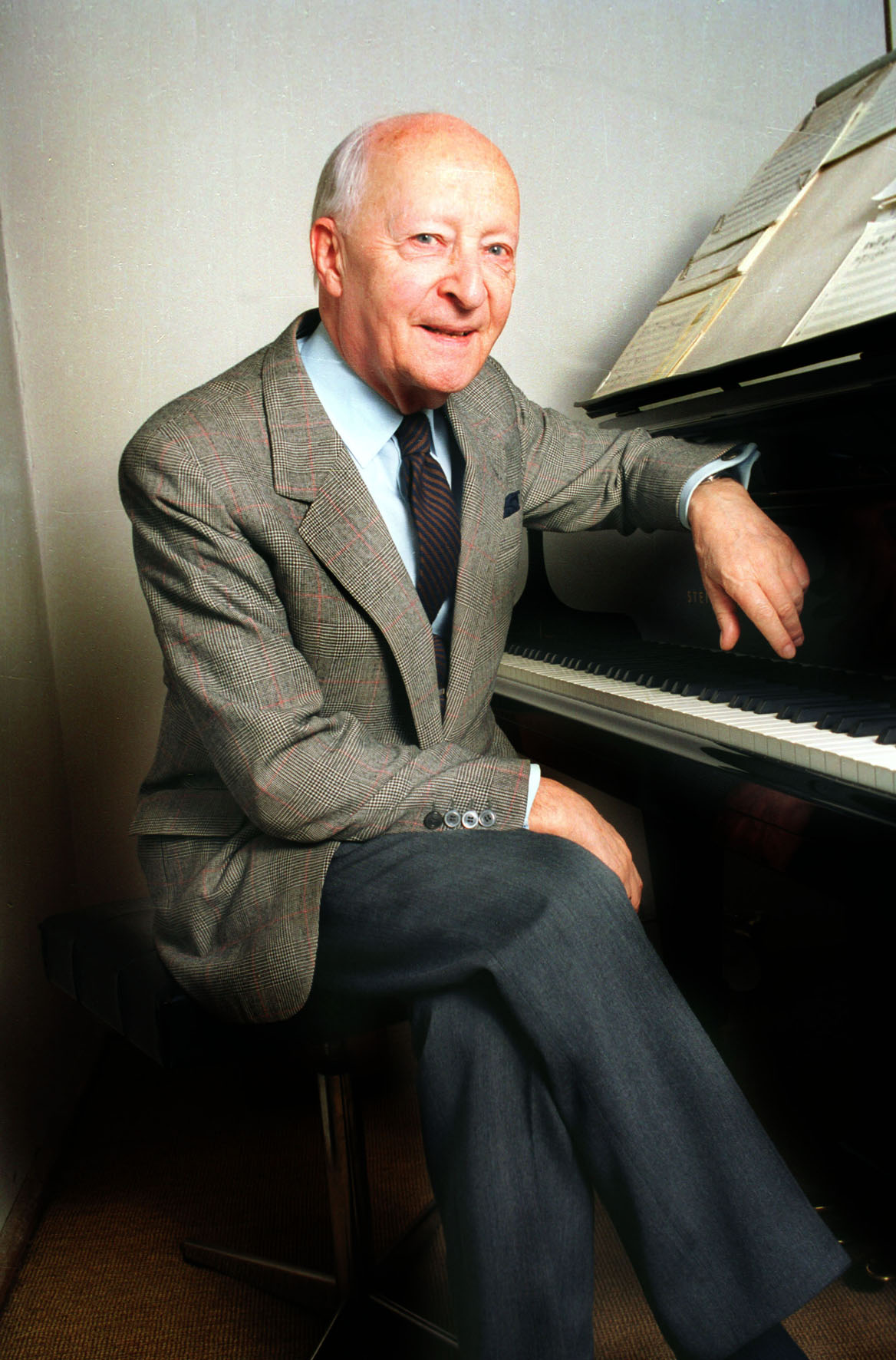
Witold Lutosławski

  - 2 października – prof. dr hab. Antoni Basiński, chemik
  - 2 października – prof. dr Olavi Grano(inne języki), geograf (Finlandia)
  - 2 października – Witold Lutosławski, kompozytor
- 1981
  - 5 maja – prof. dr hab. Konrad Górski, historyk literatury
- 1983
  - 31 maja – prof. dr hab. Rajmund Galon, geograf
  - 31 maja – prof. dr Victor Gutmann, chemik (Austria)
  - 31 maja – prof. dr Lucjan Krause, fizyk (Kanada)
  - 3 października – Prof. dr Björn E. Berglund, biolog (Szwecja)
- 1984
  - 21 grudnia – dr Giulio Andreotti, historyk, prawnik, Minister Spraw Zagranicznych Republiki Włoskiej
- 1985
  - 19 lutego – prof. dr Franco Sartori(inne języki) – historyk (Włochy)
  - 19 lutego – prof. dr hab. Henryk Szarski, biolog
- 1987
  - 13 października – prof. dr Robert Bandurski, biolog (USA)

### Lata 90.
- 1990

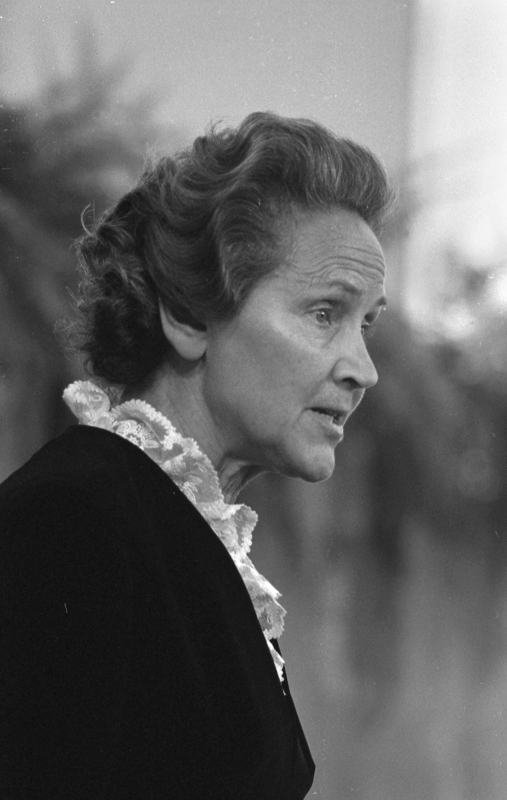
Marion Dönhoff

  - 27 lutego – prof. dr Wieńczysław Wagner, prawnik (USA)
  - 29 czerwca – prof. dr Stanisław Mrozowski, fizyk (USA)
  - 1 października – Lech Wałęsa, przewodniczący Związków Zawodowych „Solidarność”
- 1991
  - 19 lutego – prof. dr hab. Wacław Szyszkowski, prawnik
  - 21 czerwca – dr Marion Gräfin Dönhoff, publicysta (Niemcy)
- 1992
  - 19 lutego – prof. dr William O. Morris, prawnik (USA)
  - 21 maja – prof. dr hab. Jerzy Rayski, fizyk
- 1993
  - 19 lutego – prof. dr Roys Booth, radioastronom (Szwecja)
  - 19 lutego – prof. dr hab. Gerard Labuda, historyk
  - 19 lutego – prof. dr Richard Wielebinski, radioastronom (Niemcy)
  - 7 czerwca – dr Icchak Arad, historyk (Izrael)
  - 18 czerwca – prof. dr Giovanni Spadolini, historyk (Włochy)
  - 25 listopada – prof. dr Luigi Labruna(inne języki), prawnik (Włochy)
- 1995
  - 18 lutego – dr Karl Dedecius, tłumacz polskiej literatury (Niemcy)
- 1996
  - 18 lutego – prof. dr Peter Friedrich, ekonomista (Niemcy)
  - 2 maja – prof. art. rzeźb. Stanisław Horno-Popławski, rzeźbiarz
  - 30 września – prof. dr Roman S. Ingarden, fizyk
- 1998
  - 19 lutego – prof. dr Henryk Samsonowicz, historyk
  - 17 września – prof. dr Leszek Balcerowicz, ekonomista
  - 1 października – prof. dr Herbert Brown, chemik (USA)

### XXI wiek
- 2000

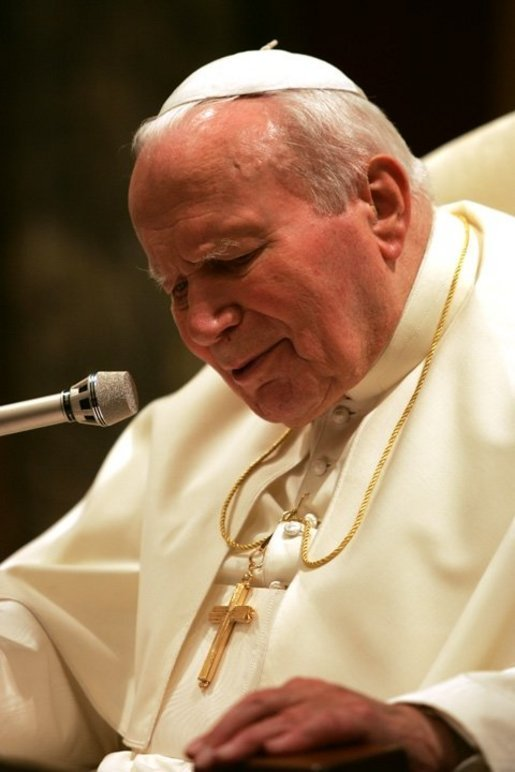
Jan Paweł II

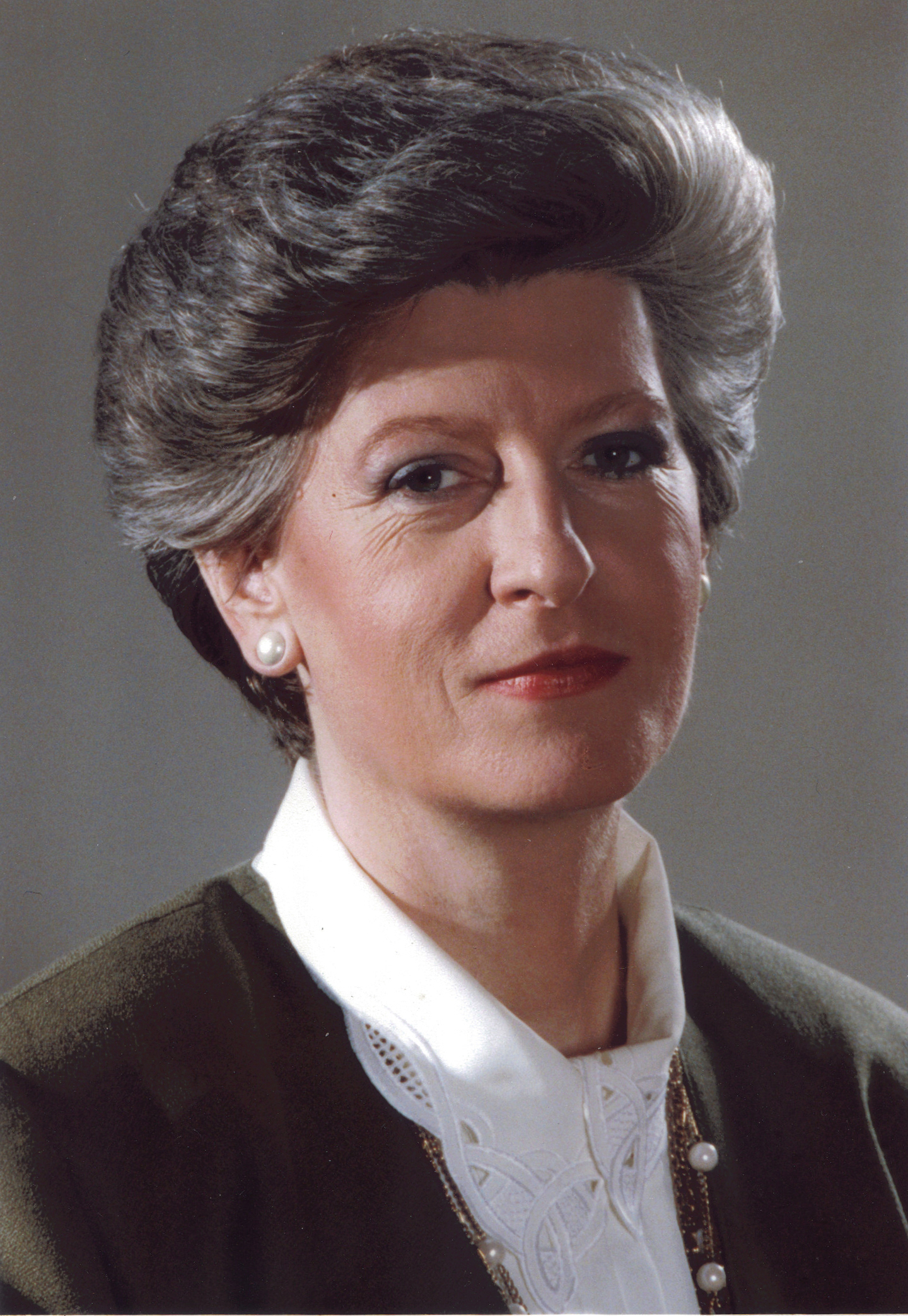
Prof. Hanna Suchocka

  - 19 lutego – prof. dr Barbara Skarga, filozof
- 2002
  - 19 lutego – prof. dr Andrzej Hrynkiewicz, fizyk
  - 19 lutego – prof. dr Stanisław Sudoł, ekonomista
- 2003
  - 19 lutego – prof. dr Otto Gerhard Oexle(inne języki), historyk
- 2004
  - 22 czerwca – Jan Paweł II, papież
- 2005
  - 25 stycznia – Tomas Venclova, poeta, prozaik, eseista, krytyk i tłumacz (Litwa)
- 2006
  - 22 września – prof. dr Bohdan Paczyński, astrofizyk
- 2007
  - 1 października – Valdas Adamkus, prezydent Litwy
- 2009
  - 19 lutego – prof. Mieczysław Jaroniec, chemik
- 2010
  - 19 lutego – prof. Janusz Trzciński, prawnik
  - 1 października – prof. Peter Norman Wilkinson, astronom
- 2012
  - 16 maja – prof. Andrzej Bogusławski, językoznawca
- 2013
  - 1 października – prof. dr hab. n. med. Zygmunt Mackiewicz, lekarz
- 2015
  - 19 lutego – prof. James G. Fujimoto, fizyk
- 2016
  - 19 lutego – prof. Paul Alfred Gurbel, lekarz
  - 1 października – prof. Ernst Frideryk Konrad Koerner(inne języki), językoznawca
- 2018
  - 19 lutego – prof. dr hab. inż. Andrzej Cichocki, informatyk
  - 18 czerwca – prof. Robert Franklin Engle, ekonomista
  - 29 listopada – prof. Stefan Gierowski, malarz[1]
- 2019
  - 1 października – prof. Norman Davies, brytyjski historyk[potrzebny przypis]
- 2021
  - 1 października – prof. Hanna Suchocka, polityk, prawnik i nauczyciel akademicki, w latach 1992–1993 prezes Rady Ministrów[2]